# Ariana a Naxos
Ariana a Naxos là bản cantata mang tính chất kịch tính của nhà soạn nhạc người Áo Joseph Haydn. Haydn đã viết bản này vào năm 1790 cho giọng nữ cao và đàn clavecin hoặc đàn piano. Điều đáng nói ở đây là trong bản cantata này, Haydn đã tỏ lòng kính trọng đối với người bạn của ông Wolfgang Amadeus Mozart. Cụ thể, trong bản cantata này có 1 đoạn aria như sau: "Dove sei,mio bel tesoro?" (tiếng Việt: "Em ở đâu, tình yêu thắm thiết của anh? Ai làm em xa rời trái tim anh? Nếu em không trở lại, anh sẽ chết mất!". Còn trong vở opera Le nozze di Figaro, Mozart có viết cho nhân vật nữ bá tước di Almaviva một đoạn aria như sau: "Dove son i bei momenti!" (tiếng Việt: "Còn đâu những giây phút êm đẹp dịu dàng và vui thú?"). Điều thú vị là cả hai đoạn aria này đều cất lên trên những nốt nhạc giống nhau và đều đẹp. Đây là sự trịnh trọng của Haydn đối với Mozart, con người kém ông 24 tuổi những đầy tài năng.